# 康塞普西翁克薩爾特佩克
康塞普西翁克薩爾特佩克（西班牙語：Concepción Quezaltepeque），是薩爾瓦多的城鎮，位於該國西北部，由查拉特南戈省負責管轄，面積52.54平方公里，海拔高度470米，2007年人口6,457，人口密度每平方公里122.9人。
14°5′N 88°57′W / 14.083°N 88.950°W